# Boiu Mare
Boiu Mare là một xã thuộc hạt Maramureș, România. Dân số thời điểm năm 2002 là 1276 người.